# Episema teriolensis
Episema teriolensis là một loài bướm đêm trong họ Noctuidae.